# Peromyscus furvus
Peromyscus furvus és una espècie de mamífer rosegador de la família dels cricètids. És endèmic de Mèxic, on viu a altituds d'entre 650 i 2.900 msnm. Els seus hàbitats naturals són els boscos de roures i pins i les selves nebuloses. Es desconeix si hi ha cap amenaça significativa per a la supervivència d'aquesta espècie. El seu nom específic, furvus, significa ‘fosc’ en llatí.